# AVIS
Pour les articles homonymes, voir Avis.
Anderlik-Varga-Iskola-Sport (Anderlik-Varga-École-Sport) fut utilisé pour désigner un projet hongrois de monoplace de sport derrière lequel se cachait en fait un monoplace de chasse destiné au Legüyi Hivatal, le service aérien clandestin de l’armée hongroise pendant l'Entre-deux-guerres.

## AVIS I
Dessiné par les professeurs Elöd Abody-Anderlik et Lazlo Varga avec l’aide d’Istevan Liszt et Deszö Fridrik, un premier prototype fut mis en chantier en 1931 par les ateliers centraux de réparation de Szekesfehérvar-Sosto. C’était un sesquiplan entièrement métallique à ailes très décalées, reposant sur un train classique à roues carénées. Une hélice bipale, dont la casserole largement dimensionnée prolongeait parfaitement le dessin du fuselage, était entraînée par un moteur en étoile 9 cylindres Bristol Jupiter VI de 420 ch construit par Manfred Weiss. L’armement devait comprendre deux mitrailleuses Gebauer de 7,62 mm synchronisées. 
Les essais débutèrent en 1933 et révélèrent un avion nettement sous-motorisé. L’unique AVIS I [HA-ARA] fut affecté à l’école de l’air de Szombathely, où il était encore en service en 1936, l’armée hongroise préférant acheter des Fiat CR.20bis.

## AVIS II
Nullement découragé par l’échec de l’AVIS I, Elöd Abody-Anderlik dessina un nouveau fuselage, plus étroit et avec des flancs plats, qu’il adapta sur la voilure de l’AVIS I dont l’entreplan était relevé pour améliorer la visibilité du pilote. Les mats d’entreplan étaient plus fins et l’empennage redessiné, l’hélice perdait sa casserole et les roues de train leur carénage, mais le moteur Jupiter était conservé. Le prototype [HA-ARB] fit ses premiers vols au début de l’été 1935 et se révéla tout aussi décevant que son prédécesseur. Détruit sur accident à Bender Tibor moins d'un an plus tard, il fut rapidement abandonné au profit de l’AVIS III.

## AVIS III
Développé parallèlement à l’AVIS II, ce nouveau chasseur se distinguait essentiellement de ses prédécesseurs par sa structure mixte, la voilure ayant une structure en bois avec un revêtement partiellement en contreplaqué et partiellement entoilé. On retrouvait sur cet appareil le train principal caréné de l’AVIS I et le moteur Gnome et Rhône 9Krsd Mistral de 550 ch entrainait une tripale Hamilton Standard à pas variable.   
Quatre prototypes furent construits, les essais débutant en 1935, après les premiers vols de l’AVIS II. Cet appareil n’avait pas la maniabilité du Fiat CR.32, testé à la même époque par le Legüyi Hivatal, qui préféra de biplan italien. Un AVIS III [HA-ARF] fut modifié en AVIS IV, un autre [HA-ARD] percuta en vol un Caproni Ca.101 le 11 juillet 1938, les deux derniers furent radiés en 1938.

## AVIS IV
Désignation attribuée courant 1937 au dernier prototype AVIS III [HA-ARF] après modifications mineures. Cet appareil fut détruit sur accident le 31 mars 1938.

## Sources
1. 1 2 3  « Civil Aircraft Register - Hungary »